# 人類冠狀病毒HKU1
人類冠狀病毒HKU1（Human coronavirus HKU、HCoV-HKU1），是乙型冠狀病毒屬的一種病毒，可能是源於感染鼠類的病毒，於2005年1月由香港大學的研究團隊發表，在香港兩名肺炎患者的鼻咽分泌物中發現。
HKU1病毒與同屬的人類冠狀病毒OC43以及甲型冠狀病毒屬的人類冠狀病毒229E和人類冠狀病毒NL63同為造成人類普通感冒的四種冠狀病毒，也是四種病毒中最晚被發現的。此病毒與OC43病毒一樣以9-O-乙醯基唾液酸（9-O-acetylated sialic acids、9-O-Ac-Sias）為受體感染細胞。

## 發現
2004年一月，一名從深圳返回香港的71歲的男子，因咳嗽有痰與發燒而入院治療，經胸部X光檢查證實有肺炎症狀，其鼻咽分泌物的數種病毒檢測均呈陰性，經檢驗發現新型的冠狀病毒HKU1。該名男子在入院五天後因症狀緩解而出院。後來研究人員檢查樣本發現另一名35歲、有肺炎症狀的婦人鼻咽分泌物中亦有此病毒。
由于HCoV-HKU1的检出率低，导致学界对其认知有限。巴西研究人员于2011年宣布在一名于1995年冷冻的儿童鼻咽拭子样本中找到HCoV-HKU1，使得HCoV-HKU1的记录提前到1995年，并且研究人员通过进化树分析认为病毒早期可能存在其它分支    。

## 基因組
人類冠狀病毒HKU1的基因組約長30000nt，其GC含量僅32%，是冠狀病毒中GC比最低者。其基因組編碼冠狀病毒皆有的複製酶（1a/1b）和刺突蛋白（S）、膜蛋白（M）、外膜蛋白（E）與衣殼蛋白（N）等四種結構蛋白，此外還有血凝素酯酶（HE）與ORF4和ORF8兩個開放閱讀框編碼輔助蛋白，其基因順序為1ab-HE-S-ORF4-E-M-N-ORF8，其中ORF8的開放閱讀框位於衣殼蛋白的開放閱讀框之內。

## 感染
冠狀病毒感染細胞之前，其刺突蛋白一般需被宿主細胞的蛋白酶切割，使其介導病毒外膜和細胞膜融合的結構域露出以利感染。HKU1病毒刺突蛋白中具有一S1/S2切割位點，可能可以被弗林蛋白酶切割。此病毒感染的潛伏期為2–4天，在冬季較多，造成的症狀通常包括流鼻水、發燒、咳嗽與喘息等，嚴重者可造成肺炎或細支氣管炎，另外有研究人員認為此病毒可能造成腸道症狀。還有研究顯示被HKU1病毒感染的兒童發生熱性痙攣的比例高於被其他呼吸道病毒感染者。

## 分類
乙型冠狀病毒屬中，人類冠狀病毒HKU1與乙型冠狀病毒1型、兔冠狀病毒HKU14、中國鼠冠狀病毒HKU24與鼠冠狀病毒等共同組成一演化支支系A（lineage A），此演化支的病毒基因組中皆編碼血凝素酯酶（HE），其他冠狀病毒則無。上述病毒中HKU1病毒可能與鼠冠狀病毒的關係較為接近，互為姊妹群，序列分析顯示HKU1病毒曾與鼠肝炎病毒（鼠冠狀病毒的一型）發生重組，另外不同基因型的HKU1病毒間亦有重組發生。